# R160 (voiture de métro de New York)
La R160 est une classe de 1 662 voitures de nouvelle génération du métro de New York, construites par deux sociétés différentes : Alstom Transportation et Kawasaki Heavy Industries. La classe est construite par deux usines ; les modèles ont donc deux désignations : « R160A » (Alstom) et « R160B » (Kawasaki). Cependant, bien que les deux voitures soient presque identiques, elles présentent plusieurs différences.